# 布蘭登·斯蒂爾
布蘭登·斯蒂爾（Brendan Steele，1983年4月5日—）是一位美國高爾夫球選手，他現在參加PGA巡迴賽的賽事。斯蒂爾在2005年畢業於加州大學河濱分校並在同年轉為職業高爾夫球手，他迄今為止獲得過一次PGA巡迴賽的冠軍。